# Anaíta

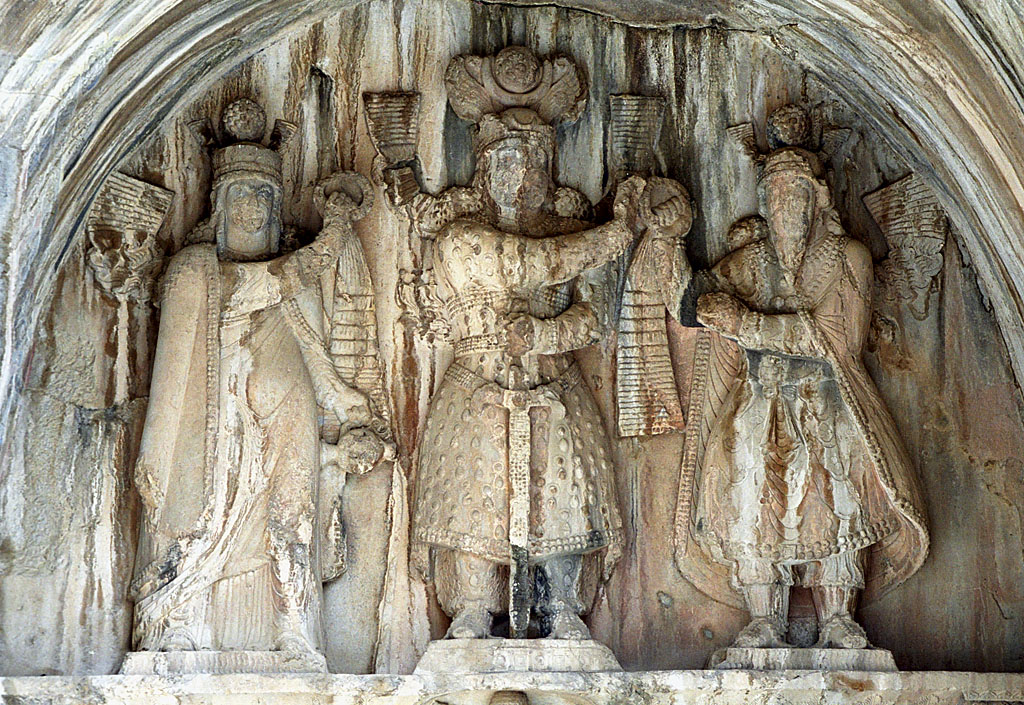
Figuras anciãs religiosas iranianas.

Anahita é uma forma persa antiga do nome de uma deusa iraniana chamada Aredvi Sura Anahita (Arədvī Sūrā Anāhitā); a Língua avéstica nome de uma figura cósmica Indo-Iraniana venerada como a divindade das "Águas" (Aban) e assim associada à fertilidade, cura e sabedoria. Aredvi Sura Anahita é Ardwisur Anahid ou Nahid no Persa Médio e Persa Moderno, Anaíte em arménio. Um altar icónico de culto de Aredvi Sura Anahita, foi – junto com outros altares de culto – "introduzido aparentemente no século IV a.C. e durou até ser suprimido no acordar de um movimento iconoclasta sob os Sassânidas."